# Interférences à un seul électron

Interférence d'une particule avec elle-même. La couleur (blanc, jaune, orange) indique la phase de la fonction d'onde, son intensité indique son amplitude.

 (novembre 2012).
Si vous disposez d'ouvrages ou d'articles de référence ou si vous connaissez des sites web de qualité traitant du thème abordé ici, merci de compléter l'article en donnant les références utiles à sa vérifiabilité et en les liant à la section « Notes et références ».
 (août 2024).

## Les interférences dans l'expérience d'Young (1807)
En 1807, Thomas Young montre la nature ondulatoire de la lumière en la faisant diffuser sur deux fentes. À la sortie des fentes, les ondes associées provenant des deux sources virtuelles se superposent, donnant lieu à des interférences visibles sur un écran. Supposons maintenant qu'au lieu d'envoyer un flux continu de lumière, seul un photon à la fois parvient sur les fentes. Le résultat est aussi l'apparition de franges d'interférences sur l'écran, au bout d'un temps d'exposition suffisamment long. L'expérience à photon unique a été réalisée en 1985 par une équipe de l'Institut d'Optique à Orsay.

## Les interférences avec des particules de matières

### Bref historique
En 1924, Louis de Broglie postule que la lumière n'est pas la seule particule à avoir un comportement ondulatoire. À toute particule massive, que ce soit un électron, un nucléon, un atome, une molécule, un agrégat, est associée une onde avec une longueur d'onde qui dépend de la masse et de la vitesse de la particule.
La première expérience qui mit en évidence la nature ondulatoire d'une particule autre que la lumière est celle de Davisson et Germer (1927), qui firent diffuser un faisceau d'électrons de haute énergie sur une poudre de nickel. Dans d'autres expériences, des chercheurs ont essayé de reproduire la célèbre expérience d'Young (I.) en utilisant des électrons au lieu de la lumière.
- En 1961, Claus Jönsson fait pour la première fois une vraie expérience de type Young avec des électrons diffusant sur des fentes[4]. Les électrons étaient produits par une source les accélérant à 50 keV, et les fentes, très étroites (~0,5 μm) et séparées d'environ 0,1 μm, étaient fabriquées sur une feuille de cuivre. Grâce à ce montage, Jönsson a pu montrer des figures d'interférence.

- Une vingtaine d'années plus tard environ, deux équipes, l'une italienne, l'autre japonaise, ont fait une expérience un peu différente de la précédente[5] : ils ont tout d'abord remplacé les fentes par un filament mis à un potentiel positif, entouré de plaques parallèles à la masse. Ils ont ensuite atténué l'intensité du faisceau d'électrons incident provenant d'un microscope électronique, de sorte que l'expérience ressemble à l'expérience d'Young à un seul photon. Les deux équipes ont réussi à montrer qu'au bout d'un temps long, la figure d'interférences est reconstruite.

Que se passe-t-il au juste si, au lieu d'envoyer un flux continu d'électrons, même fortement atténué, les électrons sont envoyés un par un sur les fentes ? Cette question originale fut posée par Richard Feynman en 1963, qui imagina et discuta dans ses célèbres livres destinés aux étudiants l'expérience de pensée suivante : envoyez un et un seul électron sur deux fentes, puis un autre, etc., le résultat attendu est l'apparition de franges d'interférences, avec des maxima et des minima d'intensité, montrant ainsi  qu'un électron peut interférer avec lui-même. En fait, si l'on lit correctement le texte de Feynman, il ne parle pas d'électron unique, mais de paquets d'électrons. Son expérience de pensée ne décrit donc pas tout à fait une expérience à électron unique.

### Une proposition originale
En 2004, deux théoriciens, M. Zitnik et R. O. Barrachina proposent une expérience originale, afin de réaliser la célèbre expérience de pensée de Feynman. Cette proposition est originale dans le sens où elle utilise les propriétés des ions multichargés :
- Un ion He2+, qui ne possède donc plus d'électrons, s'approche, à basse vitesse, d'une cible moléculaire H2. Au voisinage de la molécule, l'ion peut, avec une grande probabilité, capturer les deux électrons de H2.
- Après la collision, le projectile possède deux électrons, principalement sur un état doublement excité, et éjecte un des deux électrons par effet Auger, et ceci dans une direction quelconque. Pendant ce temps, la molécule cible de H2 qui n'a plus d'électrons se dissocie, à cause de la répulsion coulombienne.
- Si l'électron émis par le projectile revient vers l'arrière, donc vers les deux protons, ceux-ci jouent le rôle de deux fentes, et le résultat est l'apparition de maxima et de minima dans l'intensité d'électrons recueillie, due aux interférences.

### Réalisation de l'expérience
C'est en 2006 que l'expérience proposée a été réalisée. Elle a commencé en avril sur la ligne d'ions ARIBE, à GANIL (Caen). Les auteurs (François Frémont, Jean-Yves Chesnel et Anas Hajaji) ont mesuré, en fonction de l'angle que fait le faisceau incident avec la trajectoire de l'électron, l'intensité des électrons émis. 